# パトリック・ムーア (コンサルタント)
パトリック・ムーア（英語: Patrick Moore、1947年 - ）は、カナダの環境コンサルタントである。
ブリティッシュコロンビア州バンクーバー島ポートアリス生まれ。 1972年、ブリティッシュコロンビア大学資源・環境研究所で林学の博士号（Doctor of Philosophy）を取得。
1971年の国際環境保護団体グリーンピースに参加、1986年まで代表を務めた。1977年-1986年、グリーンピース・カナダ代表。1985年、グリーンピース・カナダ事務局長を辞任。1991年、環境コンサルタントグリーンスピリットを創設。